# Брајковац (Крушевац)
Брајковац је насељено место града Крушевца у Расинском округу. Према попису из 2022. има 272 становника (према попису из 2011. било је 319 становника).

## Историја
До Другог српског устанка Брајковац се налазио у саставу Османског царства. Након Другог српског устанка Брајковац улази у састав Кнежевине Србије и административно је припадао Јагодинској нахији и Темнићској кнежини до 1834. године када је Србија подељена на сердарства.

## Демографија
У насељу Брајковац живи 307 пунолетних становника, а просечна старост становништва износи 42,4 година (38,9 код мушкараца и 45,8 код жена). У насељу има 99 домаћинстава, а просечан број чланова по домаћинству је 3,71.
Ово насеље је у потпуности насељено Србима (према попису из 2002. године), а у последња три пописа, примећен је пад у броју становника.
|  |

| Демографија | Демографија | Демографија |
| Година      | Становника  | Становника  |
| ----------- | ----------- | ----------- |
| 1948.       | 430         |             |
| 1953.       | 484         |             |
| 1961.       | 466         |             |
| 1971.       | 432         |             |
| 1981.       | 401         |             |
| 1991.       | 385         | 382         |
| 2002.       | 367         | 371         |
| 2011.       | 319         |             |
| 2022.       | 272         |             |

| Етнички састав према попису из 2002.‍ | Етнички састав према попису из 2002.‍ | Етнички састав према попису из 2002.‍ | Етнички састав према попису из 2002.‍ | Етнички састав према попису из 2002.‍ |
| ------------------------------------ | ------------------------------------ | ------------------------------------ | ------------------------------------ | ------------------------------------ |
|                                      |                                      |                                      |                                      |                                      |
| Срби                                 | Срби                                 |                                      | 367                                  | 100,0%                               |
| непознато                            | непознато                            |                                      | 0                                    | 0,0%                                 |

| Брајковац у пописима Јагодинске нахије — од 1818. до 1829.                        |       |       |       |       |       |       |          |       |       |       |       |       |
| Година пописа                                                                     | 1818. | 1819. | 1820. | 1821. | 1822. | 1823. | 1824/25. | 1825. | 1826. | 1827. | 1828. | 1829. |
| Куће                                                                              | 20    | 19    | 18    | 20    | 20    | 20    | 21       | 20    | 20    | 20    | 24    | 25    |
| Пореске главе*                                                                    | -     | 16    | 20    | 22    | 23    | 23    | 23       | 20    | 21    | 20    | 23    | 22    |
| Арачке главе**                                                                    | 51    | 52    | 52    | 51    | 57    | 57    | 57       | 57    | 60    | 64    | 62    | 65    |
| *Пореске главе = Ожењени мушкарци \| ** Арачке главе = Мушкарци од 7 до 70 година |       |       |       |       |       |       |          |       |       |       |       |       |

| Година пописа     | 1948. | 1953. | 1961. | 1971. | 1981. | 1991. | 2002. |
| ----------------- | ----- | ----- | ----- | ----- | ----- | ----- | ----- |
| Број домаћинстава | 87    | 98    | 104   | 107   | 95    | 89    | 99    |

| Број чланова      | 1  | 2  | 3  | 4  | 5  | 6  | 7 | 8 | 9 | 10 и више | Просек |
| ----------------- | -- | -- | -- | -- | -- | -- | - | - | - | --------- | ------ |
| Број домаћинстава | 17 | 16 | 11 | 21 | 13 | 14 | 5 | 1 | 1 | 0         | 3,71   |

| Пол    | Укупно | Неожењен/Неудата | Ожењен/Удата | Удовац/Удовица | Разведен/Разведена | Непознато |
| ------ | ------ | ---------------- | ------------ | -------------- | ------------------ | --------- |
| Мушки  | 154    | 34               | 106          | 7              | 7                  | 0         |
| Женски | 164    | 21               | 105          | 36             | 1                  | 1         |
| УКУПНО | 318    | 55               | 211          | 43             | 8                  | 1         |

| Пол    | Укупно                    | Пољопривреда, лов и шумарство | Рибарство                            | Вађење руде и камена | Прерађивачка индустрија       |
| ------ | ------------------------- | ----------------------------- | ------------------------------------ | -------------------- | ----------------------------- |
| Мушки  | 104                       | 69                            | 0                                    | 0                    | 22                            |
| Женски | 63                        | 49                            | 0                                    | 0                    | 4                             |
| УКУПНО | 167                       | 118                           | 0                                    | 0                    | 26                            |
| Пол    | Производња и снабдевање   | Грађевинарство                | Трговина                             | Хотели и ресторани   | Саобраћај, складиштење и везе |
| Мушки  | 0                         | 2                             | 2                                    | 2                    | 1                             |
| Женски | 0                         | 0                             | 0                                    | 1                    | 0                             |
| УКУПНО | 0                         | 2                             | 2                                    | 3                    | 1                             |
| Пол    | Финансијско посредовање   | Некретнине                    | Државна управа и одбрана             | Образовање           | Здравствени и социјални рад   |
| Мушки  | 0                         | 1                             | 0                                    | 2                    | 1                             |
| Женски | 0                         | 2                             | 0                                    | 4                    | 2                             |
| УКУПНО | 0                         | 3                             | 0                                    | 6                    | 3                             |
| Пол    | Остале услужне активности | Приватна домаћинства          | Екстериторијалне организације и тела | Непознато            | Непознато                     |
| Мушки  | 1                         | 0                             | 0                                    | 1                    | 1                             |
| Женски | 1                         | 0                             | 0                                    | 0                    | 0                             |
| УКУПНО | 2                         | 0                             | 0                                    | 1                    | 1                             |